# Сноудон
Сноудон или Ир-Уитва је планина у региону Сноудонија у Северном Велсу. Има надморску висину од 1085 m, што га чини највишом планином на Британским острвима јужније од Шкотског височја, а самим тим и највишом планином у Велсу. Сноудон је проглашен националним резерватом природе због његове ретке флоре и фауне, а део је Националног парка Сноудонија.
Стене које изграђују Сноудон су вулканског порекла, настале вулканском активношћу у Ордовицијуму. Пирамидални врх Сноудена резултат је и деловања глацијалне ерозије, која је имала велики утицај на обликовање целог масива. Планински венац Сноудон  укључује још три истакнуте планине, односно врхове. На планини постоји неколико језера, од којих највеће заузима површину од 45 ha, а лоцирано је на источном боку на 440 m надморске висине.